# Maiamar Abrodos
Maiamar Abrodos (Buenos Aires, 28 de mayo de 1966) es una actriz trans de teatro y televisión, y docente argentina.

## Biografía
En 1984 terminó sus estudios secundarios en el Colegio Cardozo (del barrio de Almagro). En 1988 se graduó de la Escuela de Artes del Teatro. En 1995 culminó sus estudios en EMAD (Escuela Metropolitana de Arte Dramático).
Estudió como escenógrafa y vestuarista en la Universidad del Salvador (Buenos Aires).
Es docente en el Departamento de Artes Dramáticas Antonio Cunill Cabanellas del IUNA (Instituto Universitario Nacional de Arte) y de la EMAD (Escuela Metropolitana de Arte Dramático) del GCBA.
Abrodos es miembro de la CHA (Comunidad Homosexual Argentina).

Yo siempre supe lo que me pasaba, pero como venía de una familia burguesa no sabía cómo enfrentarlo. [...] Por mis profesiones fui encontrando un mix que me permitía ser una artista alternativa, pero fuera del escenario con imagen de un hombre que nunca fui. A partir de un hecho de salud me dije que si seguía viviendo no tenía más alternativa que ser quien era.
Maiamar Abrodos

En junio de 2012, Maiamar Abrodos fue una de las cinco primeras personas en recibir en la ciudad de Buenos Aires las nuevas partidas de nacimiento con el nombre que concuerda con su identidad autopercibida, de acuerdo con lo dispuesto por la Ley de Identidad de Género sancionada hace un mes.

Una de las tantas consecuencias de la Ley de Identidad de Género es que personas como Maiamar Abrodos puedan trabajar para que la educación no sea discriminatoria.
Paradiso Sottile

Es fundamental que personas como Maiamar trabajen en uno de los ámbitos más conservadores y homofóbicos que existen en nuestro país, como es el de la educación.
César Cigliutti, presidente de la CHA (Comunidad Homosexual Argentina)

El 2 de julio de 2012, en la Casa Rosada, la presidenta Cristina Fernández de Kirchner le entregó personalmente a Maiamar Abrodos y a otras personas trans sus DNI (documentos nacionales de identidad) actualizados.
En agosto de 2012, Abrodos se convirtió en la primera mujer transexual que se afilió a la UTE (Unión de Trabajadores de la Educación), un sindicato que siempre reivindicó la Ley de Identidad de Género desde que surgió como proyecto.
UTE ha trabajado en el proyecto Escuelas Libres de Discriminación.

[Soy docente] desde hace diecisiete años, pero mi cambio se dio dentro de los últimos cinco, así que mis colegas y mis estudiantes pudieron ir viendo el proceso. [...] Jamás tuve ningún problema por mi elección con ningún estudiante. En cambio al principio con algunas autoridades se produjeron ciertas hostilidades, que cesaron cuando se dieron cuenta de que nada iba a detener el cambio. [...] Como doy clases en la Escuela Metropolitana de Arte Dramático y en el Instituto Universitario Nacional de Arte, las circunstancias quizás fueron más abiertas y comprendidas debido a la sensibilidad que hay en el arte.
Maiamar Abrodos

En 2012, Abrodos reestrenó Feizbuk freaks, una obra dirigida por José María Muscari.
A fines de 2012 Abrodos filmó en Buenos Aires la miniserie La viuda de Rafael, de 13 capítulos, que se emitió en noviembre y diciembre de 2012 por Canal 7. Allí representó a Susi, la amiga transexual chapada a la antigua de la protagonista Nina, la viuda de Rafael (representada por Camila Sosa Villada).

## Teatro

### Como actriz
- Ave del paraíso, de A. Tursi, dirección: Clara Pando, teatro IFT, Proyecto Nueve.
- Bacantes, adaptación y dirección: Guillermo Cacace, en el teatro Apacheta (como actriz y vestuarista).
- Brindemos amor, adaptación de La posadera de Carlo Goldoni, dirección: Mina Battista, en el teatro Viejo Palermo.
- Buenas y santas, libro y dirección: Alberto Fernández San Juan, en el teatro Apacheta
- Conventillo La Coruña, libro y dirección: Claudio Allevato, en el teatro IFT.
- El avaro, de Moliére, dirección: Juan Carlos Gené, en la sala Martín Coronado, en el Teatro Municipal General San Martín.
- El corso (actriz).
- El nuevo mundo, de Carlos Somigliana, dirección: Mina Battista.
- Feizbuk freaks, libro y dirección: José María Muscari, en el Centro Cultural Konex
- Festival «Mucho Más en Diversa», intervención, 5 de junio de 2010.
- Happy End, de Bertolt Brecht y música de Kurt Weill, dirigida por Enrique Dacal.
- La posadera, de Carlo Goldoni, dirección: Mina Battista
- Los últimos días de Emmanuel Kant, contados por E. T. A. Hoffmann, dirección: J. C. Gené, sala Martín Coronado, en el Teatro Municipal General San Martín.
- Luminare, libro y dirección: Gonzalo Villanueva, en el teatro La Mueca
- Mi niño Marilyn, libro y dirección: Matías Méndez, Teatro del Abasto, Teatro Antesala.
- Príncipe azul, de E. Griffero, dirección: Enrique Dacal
- Rosa mutábilis, libro y dirección: Marcelo Nacci, teatro Payró.
- Sonata de espectros, de August Strindberg, dirección: J. L. Laporte, en el teatro El Ombligo de la Luna
- Tótem Tabú, libro y dirección: J. Fisson, Centro Cultural Baldomero Fernández Moreno.
- Tres putas repúblicas, libro y dirección: Mario Caraceni, en la sala Cancha (del Centro Cultural Ricardo Rojas).
- Un día con Ternura, libro y dirección: Claudio Allevato, teatro Santa María, y Lasalle.
- Un impostor (revista para baño), basado en Tartufo, de Molière, dirección: Guillermo Cacace, en el teatro Apacheta
- Woyzeck, de Georg Büchner, dirección: Enrique Dacal, Sala Enrique Muiño, C. C. San Martín.

### Como vestuarista y escenógrafa
- A mamá (vestuarista).
- Abre su rosal (diseñadora de vestuario).
- Anfitrión (escenógrafa).
- Argumento para una novela corta (vestuarista, escenógrafa).
- Babilonia (una hora entre criados) (vestuarista).
- Bacantes (vestuarista).
- El círculo de tiza caucasiano (asesora estética).
- El sueño de Cecilia (vestuarista, escenógrafa).
- Lignumcrucis (realización de escenografía).
- Paula.doc (vestuarista, escenógrafa).
- Ricardo III... negra noche borre tu luz... (diseñadora de vestuario, diseñadora de escenografía, realización de escenografía, realizadora de vestuario).
- Romeo y Juanita (vestuarista, escenógrafa, realizadora escenográfica).
- ¿Son los sonetos? (vestuarista, escenógrafa).

- Actuó como modelo en la exposición sobre equidad de género More Store + ¿Somos Iguales?, que se realizó en CCEBA (en su sede en calle Florida 943) entre el 12 de noviembre de 2010 y el 23 de diciembre de 2010.[6]

## Filmografía

### Cine
- Trigo (cortometraje), libro y dirección: Carolina Cortella.
- El último día del verano (mediometraje), libro y dirección: Federico Schwindt.
- Love me (videoclip), grupo Adicta, dirección: Juan Pablo Félix.
- Bolivian to (cortometraje), libro y dirección: Juan Pablo Félix.
- Mi amiguita Rubia (cortometraje), libro y dirección: Claudio Allevato.
- Naufragios (largometraje), libro y dirección: Vanina Spataro.

### Televisión
- 2012: La viuda de Rafael (miniserie), como Susi.

## Premios[2]
- 1995: Premio Familia Podestá 95 del Honorable Consejo Deliberante de la Ciudad de Buenos Aires.
- 2005: Premio Teatro XXI.